# Zhang Guowei
Zhang Guowei (张国伟S, Zhāng GuówěiP; Binzhou, 4 giugno 1991) è un altista cinese.
I suoi primati della specialità sono 2,33 m, stabilito indoor, e 2,38 m, stabilito outdoor. Ha vinto una medaglia d'argento ai Campionati asiatici indoor 2012 ed una di bronzo ai Campionati asiatici indoor 2014. Con la misura di 2,33 m ha vinto la medaglia d'argento ai Campionati asiatici 2014 ed ai Mondiali 2015.

## Biografia
La sua prima stagione a livello internazionale comincia nel 2010. Con una misura di 2,23 m conquista la medaglia d'argento agli Asiatici juniores, superato dal qatariota Mutaz Essa Barshim. Più tardi, ai campionati cinesi di atletica ottiene nuovamente un secondo posto, alle spalle di Huang Haiqiang. Nonostante ottime prestazioni ai Grand Prix asiatici del 2011, si classifica solamente ottavo agli Asiatici 2011 di Kōbe. Successivamente è selezionato per prendere parte ai Mondiali 2011, dove arriva decimo ma stabilisce un miglior personale nella fase di qualificazione con una misura di 2,31 m. Zhang partecipa anche ai campionati nazionali, conquistando un oro con un salto di 2,28 m.
Agli Asiatici indoor 2012 ottiene un secondo posto alle spalle del rivale qatariota Mutaz Essa Barshim, saltando 2,28 m. Il suo momento di grande forma continua anche ai Mondiali indoor 2012 di Istanbul, dove arriva quarto con un salto di 2,31 m. Con tale prestazione eguaglia il record cinese stabilito da Zhu Jianhua. Poco tempo dopo rappresenta la propria nazione ai Giochi olimpici di Londra ma si ferma solamente alle qualificazioni con un salto di 2,21 m. Difende il suo titolo nazionale nel mese di settembre, eguagliando il suo miglior personale.
Zhang supera il record cinese indoor di Zhu nel marzo 2013, saltando 2,32 m e divenendo così il nuovo detentore del primato.
Il 20 maggio 2015, all'IAAF World Challenge di Pechino, un duello con il connazionale Wang Yu si conclude a favore di Zhang, che si aggiudica la gara a 2,38 m. Il 30 maggio arriva secondo allo Eugene Oregon IAAF Diamond Meet con 2,38 m, alle spalle del vincitore Mutaz Essa Barshim (2,41 m). La prestazione del cinese dista solamente un centimetro dal record nazionale di 2,39 m stabilito sempre da Zhu Jianhua. Nell'agosto del medesimo anno prende parte ai Mondiali di Pechino, dove conquista la medaglia d'argento con la misura di 2,33 m, a pari merito con il campione in carica ucraino Bohdan Bondarenko. Con grande sorpresa e davanti al pubblico di casa, Zhang era arrivato ad un passo dall'oro con un salto di 2,33 m, ma in seguito ad uno spareggio con Bodarenko ed il canadese Derek Drouin, fallisce i suoi tentativi a 2,36 e 2,34 e si deve accontentare del secondo posto.
L'anno successivo lo vede impegnato dapprima nei Mondiali indoor 2016 di Portland, negli Stati Uniti, dove ottiene un sesto posto con un salto di 2,29 m. Il cinese partecipa quindi al Seiko Golden Grand Prix di Kawasaki, dove fa registrare un salto di 2,33 m come il connazionale Wang Yu. Il 5 giugno prende invece parte al Grand Prix di Birmingham, dove ottiene un terzo posto con 2,32 m alle spalle di Mutaz Essa Barshim (2,37 m) e dello statunitense Erik Kynard (2,35 m)
Partecipa ai Giochi olimpici di Rio de Janeiro 2016, dove però ottiene una delusione dovendosi fermare già alle qualificazioni con un salto di 2,22 m.
Inizia la stagione 2017 outdoor gareggiando in alcuni meeting della Diamond League, alla ricerca di una miglior condizione fisica. Si presenta poi ai campionati asiatici di Bhubaneswar, qualificandosi in finale con un salto di 2,10 metri. Qui si gioca l'oro fino all'ultimo con Woo Sang-hyeok e Majed Aldin Gazal, fermandosi dopo tre errori a 2,30: il gradino più alto del podio spetta al sudcoreano, proprio con 2,30, che supera così il cinese di due centimetri; il bronzo va invece al saltatore siriano, arrivato sino a 2,24.
L'11 agosto seguente vola nel Regno Unito in occasione dei mondiali di Londra 2017. Partito con buoni propositi, non riesce tuttavia a riproporre le passate sfide con il favorito Mutaz Essa Barshim, né a riconfermare il buono stato di forma di Bhubaneswar; per l'altista di Binzhou la gara si chiude già al turno eliminatorio con una miglior misura di 2.22 ottenuta al secondo tentativo, poi tre errori a 2.26 che ne sanciscono l'uscita anzitempo.

## Record nazionali

### Seniores
- Salto in alto indoor: 2,32 m ( Nanjing, 7 marzo 2013)

## Progressione

### Salto in alto
| Stagione | Misura | Luogo    | Data      | Rank. Mond. |
| -------- | ------ | -------- | --------- | ----------- |
| 2017     | 2,31 m | Jinan    | 16-5-2017 |             |
| 2016     | 2,33 m | Kawasaki | 8-7-2016  |             |
| 2015     | 2,38 m | Eugene   | 30-5-2015 |             |
| 2014     | 2,34 m | Oordegem | 5-7-2014  |             |
| 2013     | 2,29 m | Mosca    | 15-8-2013 | 9º          |
| 2013     | 2,29 m | Mosca    | 13-8-2013 | 9º          |
| 2012     | 2,31 m | Kunshan  | 23-9-2012 |             |
| 2011     | 2,31 m | Taegu    | 30-8-2011 |             |
| 2010     | 2,23 m | Hanoi    | 3-7-2010  |             |

## Palmarès
| Anno | Manifestazione    | Sede           | Evento        | Risultato | Prestazione | Note                                     |
| ---- | ----------------- | -------------- | ------------- | --------- | ----------- | ---------------------------------------- |
| 2010 | Asiatici juniores | Hanoi          | Salto in alto | Argento   | 2,23 m      |                                          |
| 2011 | Asiatici          | Kōbe           | Salto in alto | 8º        | 2,15 m      |                                          |
| 2011 | Mondiali          | Taegu          | Salto in alto | 10º       | 2,25 m      |                                          |
| 2012 | Asiatici indoor   | Hangzhou       | Salto in alto | Argento   | 2,28 m      |                                          |
| 2012 | Mondiali indoor   | Istanbul       | Salto in alto | 4º        | 2,31 m      |                                          |
| 2012 | Giochi olimpici   | Londra         | Salto in alto | 21º (q)   | 2,21 m      |                                          |
| 2013 | Mondiali          | Mosca          | Salto in alto | 9º        | 2,29 m      |                                          |
| 2014 | Asiatici indoor   | Hangzhou       | Salto in alto | Bronzo    | 2,20 m      |                                          |
| 2014 | Mondiali indoor   | Sopot          | Salto in alto | 7º        | 2,29 m      | Miglior prestazione personale stagionale |
| 2014 | Giochi asiatici   | Incheon        | Salto in alto | Argento   | 2,33 m      |                                          |
| 2015 | Mondiali          | Pechino        | Salto in alto | Argento   | 2,33 m      |                                          |
| 2016 | Mondiali indoor   | Portland       | Salto in alto | 6º        | 2,29 m      |                                          |
| 2016 | Giochi olimpici   | Rio de Janeiro | Salto in alto | 25º (q)   | 2,22 m      |                                          |
| 2017 | Asiatici          | Bhubaneswar    | Salto in alto | Argento   | 2,28 m      |                                          |
| 2017 | Mondiali          | Londra         | Salto in alto | 24º (q)   | 2,22 m      |                                          |